# Organisation politico-administrative
Organisation politico-administrative (OPA) est l'expression utilisée par l'armée française durant la guerre d’Algérie pour désigner  le nithâm, nom arabe des structures clandestines du FLN au sein des populations algériennes. Dans chaque village des militants du FLN se chargeaient de collecter l’impôt révolutionnaire, de faire du renseignement, de la propagande, du recrutement et le cas échéant, de dénoncer les récalcitrants.
Dans sa directive du 18 aout 1956, le ministre résidant Robert Lacoste écrit :

« ...la qualité de combattant du commissaire politique est établie, il convient d'aborder résolument une lutte systématique contre l'OPA rebelle qui est la base même de l'organisation adverse et qui doit à ce titre être détectée et détruite... »

En mai 1960, L'OPA devient OUR (Organisation urbaine et rurale), pour éviter que les militaires se mêlent de politique.